# Ji Cheng
Ji Cheng (Harbin, 15 juli 1987) is een voormalig Chinees profwielrenner. Hij kwam uit voor Team Giant-Alpecin en was prof van 2007 tot en met 2016.

## Carrière
Cheng nam in 2012 deel aan de Ronde van Spanje en is daarmee de eerste Chinees die aan de start stond van deze koers. In de 19e etappe van die ronde werd hij uitgeroepen tot de strijdlustigste renner. In 2013 is hij tevens de eerste Chinees in de Ronde van Italië, maar nog voor het einde van de eerste week gaf hij al op. 
Hij is in 2014 de eerste Chinees die meedoet aan de Ronde van Frankrijk. Hij rijdt deze ronde ook uit. Hij werd laatste in het eindklassement en droeg daarmee de figuurlijke rode lantaarn. Zijn achterstand op tourwinnaar Vincenzo Nibali bedroeg meer dan zes uur. Hij had de grootste achterstand op de eindwinnaar sinds de editie van 1954. In 2020 zou de Duitser Roger Kluge op nog grotere achterstand eindigen. De hoogste klassering van Cheng in een etappe was plek 145. In de slotetappe werd hij na een valpartij gedubbeld door de andere deelnemers tijdens de slotrondes op de Champs-Élysées.
Cheng stond in het peloton en bij wielervolgers bekend als "The Breakaway-killer". 

## Belangrijkste overwinningen
2008
- 1e etappe Ronde van de Zuid-Chinese Zee

## Resultaten in voornaamste wedstrijden
| Jaar | Ronde van Italië | Ronde van Frankrijk | Ronde van Spanje |
| ---- | ---------------- | ------------------- | ---------------- |
| 2011 |                  |                     |                  |
| 2012 |                  |                     | 175e             |
| 2013 | opgave           |                     |                  |
| 2014 |                  | 164e (laatste)      |                  |
| 2015 | 156e             |                     |                  |
| 2016 | 152e             |                     |                  |

| Jaar | Milaan-San Remo | Luik-Bast.‑Luik | Waalse Pijl |
| ---- | --------------- | --------------- | ----------- |
| 2011 |                 | opgave          |             |
| 2012 | 140e            |                 |             |
| 2013 | opgave          |                 |             |
| 2014 |                 | opgave          | opgave      |
| 2015 |                 |                 | opgave      |
| 2016 |                 |                 |             |

## Ploegen
- 2006- Purapharm (vanaf 08/06)
- 2007- Skil-Shimano
- 2008- Skil-Shimano
- 2009- Skil-Shimano
- 2010- Skil-Shimano
- 2011- Skil-Shimano
- 2012- Argos-Shimano
- 2013- Argos-Shimano
- 2014- Giant-Shimano
- 2015- Team Giant-Alpecin
- 2016- Team Giant-Alpecin

Wielerploegen van Ji Cheng
Abe ·
Bacquet ·
den Bakker ·
Deroo ·
Doi ·
Fang ·
Goesinnen ·
Hirose ·
van Hummel ·
Ji · 
Jin ·
Kano ·
Lhotellerie ·
Martens ·
Meschenmoser ·
Müller · 
Nodera ·
Ouchi ·
Rooijakkers ·
Shinagawa ·
Timmer ·
Tjallingii ·
Tsuji ·
Vierhouten · 
Yamamoto · 
Hupond (stagiair) 
Abe ·
Bacquet ·
den Bakker ·
Beppu ·
Curvers ·
Deroo ·
Doi ·
Goesinnen ·
Hatanaka ·
Hirose ·
Houanard ·
van Hummel ·
Hupond ·
Iino ·
Ji · 
Jin ·
Kano ·
Lhotellerie ·
Nodera ·
Rooijakkers ·
Siedler ·
Suzuki ·
Timmer ·
Veelers · 
Wagner ·
Chaigneau (stagiair) · 
De Backer (stagiair) 
Beppu ·
Curvers ·
De Backer ·
Deroo ·
Docker ·
Doi ·
Eltink ·
Feng ·
Geschke ·
Goesinnen ·
Hivert ·
Houanard ·
van Hummel ·
Hupond ·
Ji · 
Jin ·
de Kort ·
Lemoine ·
Rooijakkers ·
Timmer ·
Veelers · 
Wagner ·
Antomarchi (stagiair) · 

de Jonge (stagiair) · 
Vissers (stagiair) 
Chaigneau ·
Cornu ·
Curvers ·
De Backer ·
Deroo ·
Docker ·
Doi ·
Feng ·
Geniez ·
Geschke ·
Goesinnen ·
Houanard ·
Huguet ·
van Hummel ·
Hupond ·
Ji · 
Jin ·
de Kort ·
Rooijakkers ·
Timmer ·
Veelers · 
Vissers · 
Wagner ·
Wilmann ·
Damuseau (stagiair) ·
van Zandbeek (stagiair)
Bonnin ·
Chaigneau ·
Curvers ·
Damuseau ·
De Backer ·
Docker ·
Doi ·
Feng ·
Fröhlinger ·
Geniez ·
Geschke ·
Huguet ·
van Hummel ·
Hupond ·
Ji · 
Kittel ·
Kluge ·
de Kort ·
Reimer ·
Sprick ·
Timmer ·
Veelers · 
van Zandbeek · 

Ludvigsson (stagiair) ·
Oostlander (stagiair) · 
Ries (stagiair)
Bonnin ·
Curvers ·
Damuseau ·
De Backer ·
Degenkolb ·
Doi ·
Dumoulin ·
Feng ·
Fröhlinger ·
Geniez ·
Geschke ·
Gretsch ·
Huguet ·
Hupond ·
Ji · 
Kittel ·
Klemme ·
Kluge ·
de Kort ·
Ludvigsson ·
Sinkeldam ·
Sprick ·
Stamsnijder ·
Timmer · 

Veelers · 
van Zandbeek ·
Ahlstrand (stagiair) ·
Barguil (stagiair) · 
Boswell (stagiair) 
Ahlstrand ·
Arndt ·
Barguil · 
Clarke ·
Curvers ·
Damuseau ·
De Backer ·
Degenkolb ·
Dumoulin ·
Fröhlinger ·
Geschke ·
Gretsch ·
Huguet ·
Hupond ·
Janse van Rensburg · 
Ji · 
Kittel ·
de Kort ·
Ludvigsson ·
Mezgec ·
Parisien ·
Peterson ·
Preidler ·
Sinkeldam ·
Sprick ·
Stamsnijder ·
Timmer · 
Veelers · 
Xing ·
Holler (stagiair) · 
Jauregui (stagiair) · 
Olsson (stagiair)
Ahlstrand · Arndt · Barguil · Bulgaç · Craddock · Curvers · Damuseau · De Backer · De Kort · Degenkolb · Devenyns · Dumoulin · Fröhlinger · Geschke · Haga · Hupond · Janse van Rensburg · Ji · Kittel · Loh · T. Ludvigsson · Mezgec · Olivier · Peterson · Preidler · Sinkeldam · Sprick · Stamsnijder · Timmer · Veelers · Lammertink (stagiair) · F. Ludvigsson (stagiair) 
Arndt · Barguil · Craddock · Curvers · De Backer · De Kort · Degenkolb · Dumoulin · Fairly · Fröhlinger · Geschke · Haga · Hupond · Ji · Jones · Kittel · F. Ludvigsson · T. Ludvigsson · Mezgec · Olivier · Preidler · Sinkeldam · Stamsnijder · Timmer · Van der Haar · Veelers · Waeytens · Walscheid (stagiair)
Andersen · Arndt · Barguil · Curvers · Ten Dam · De Backer · Degenkolb · Dumoulin · Fairly · Fröhlinger · Geschke · Van der Haar · Haga · Ji · Jones · De Kort · F. Ludvigsson · T. Ludvigsson · Lunke · Oomen · Preidler · Sinkeldam · Stamsnijder · Timmer · Veelers · Waeytens · Walscheid · Hoekstra (stagiair) · Kanter (stagiair) · Tusveld (stagiair)